# Internazionali Città di Vicenza 2023 - Doppio
Francisco Comesaña e Luciano Darderi erano i detentori del titolo ma hanno scelto di non partecipare.
In finale Anirudh Chandrasekar e Vijay Sundar Prashanth hanno sconfitto Fernando Romboli e Marcelo Zormann con il punteggio di 6–3, 6–2.

## Teste di serie
1. Marco Bortolotti /  Sergio Martos Gornés (secondo turno)
2. Vladyslav Manafov /  Szymon Walków (primo turno)

1. Anirudh Chandrasekar /  Vijay Sundar Prashanth (campioni)
2. Fernando Romboli /  Marcelo Zormann (finale)

## Wildcard
1. Giovanni Oradini /  Augusto Virgili (primo turno)

1. Francesco Forti /  Gabriele Piraino (primo turno)

## Alternate
1. Román Andrés Burruchaga /  Francisco Comesaña (quarti di finale)

## Tabellone

### Legenda
| - Q = Qualificato - WC = Wild card - LL = Lucky loser | - ALT = Alternate - SE = Special Exempt - PR = Protected Ranking | - w/o = Walkover - r = Ritirato - d = Squalificato |

|  | Primo turno | Primo turno                             | Primo turno                             | Primo turno | Primo turno |  |  | Quarti di finale | Quarti di finale                        | Quarti di finale                        | Quarti di finale                        | Quarti di finale                        |   |   | Semifinali | Semifinali                       | Semifinali                       | Semifinali                                  | Semifinali                                  |   |   | Finale | Finale | Finale | Finale | Finale |  |
|  |             |                                         |                                         |             |             |  |  |                  |                                         |                                         |                                         |                                         |   |   |            |                                  |                                  |                                             |                                             |   |   |        |        |        |        |        |  |
|  | 1           | M Bortolotti S Martos Gornés            | M Bortolotti S Martos Gornés            | 6           | 6           |  |  |                  |                                         |                                         |                                         |                                         |   |   |            |                                  |                                  |                                             |                                             |   |   |        |        |        |        |        |  |
|  | WC          | G Oradini A Virgili                     | G Oradini A Virgili                     | 3           | 0           |  |  | 1                | M Bortolotti S Martos Gornés            | M Bortolotti S Martos Gornés            | 63                                      | 3                                       |   |   |            |                                  |                                  |                                             |                                             |   |   |        |        |        |        |        |  |
|  |             | R Noguchi A Taylor                      | R Noguchi A Taylor                      | 6           | 76          |  |  |                  | R Noguchi A Taylor                      | R Noguchi A Taylor                      | 7                                       | 6                                       |   |   |            |                                  |                                  |                                             |                                             |   |   |        |        |        |        |        |  |
|  |             | D Sharan P Somani                       | D Sharan P Somani                       | 3           | 6           |  |  |                  |                                         |                                         |                                         |                                         |   |   |            | R Noguchi A Taylor               | R Noguchi A Taylor               | 2                                           | 4                                           |   |   |        |        |        |        |        |  |
|  | 4           | F Romboli M Zormann                     | F Romboli M Zormann                     | 6           | 7           |  |  |                  |                                         | 4                                       | F Romboli M Zormann                     | F Romboli M Zormann                     | 6 | 6 |            |                                  |                                  |                                             |                                             |   |   |        |        |        |        |        |  |
|  |             | F Agamenone A Collarini                 | F Agamenone A Collarini                 | 4           | 64          |  |  | 4                | F Romboli M Zormann                     | F Romboli M Zormann                     | 6                                       | 7                                       |   |   |            |                                  |                                  |                                             |                                             |   |   |        |        |        |        |        |  |
|  | WC          | F Forti G Piraino                       | F Forti G Piraino                       | 5           | 4           |  |  |                  | M Navone S Rodríguez Taverna            | M Navone S Rodríguez Taverna            | 2                                       | 5                                       |   |   |            |                                  |                                  |                                             |                                             |   |   |        |        |        |        |        |  |
|  |             | M Navone S Rodríguez Taverna            | M Navone S Rodríguez Taverna            | 7           | 6           |  |  |                  |                                         |                                         |                                         |                                         |   |   | 4          | Fernando Romboli Marcelo Zormann | Fernando Romboli Marcelo Zormann | 3                                           | 2                                           |   |   |        |        |        |        |        |  |
|  | Alt         | RA Burruchaga F Comesaña                | 6                                       | 3           | [10]        |  |  |                  |                                         |                                         |                                         |                                         |   |   |            |                                  | 3                                | Anirudh Chandrasekar Vijay Sundar Prashanth | Anirudh Chandrasekar Vijay Sundar Prashanth | 6 | 6 |        |        |        |        |        |  |
|  |             | S Duncan M Willis                       | 2                                       | 6           | [4]         |  |  | Alt              | RA Burruchaga F Comesaña                | RA Burruchaga F Comesaña                | 2                                       | 2                                       |   |   |            |                                  |                                  |                                             |                                             |   |   |        |        |        |        |        |  |
|  |             | V Kopřiva J Pospíšil                    | V Kopřiva J Pospíšil                    | 1           | 2           |  |  | 3                | A Chandrasekar VS Prashanth             | A Chandrasekar VS Prashanth             | 6                                       | 6                                       |   |   |            |                                  |                                  |                                             |                                             |   |   |        |        |        |        |        |  |
|  | 3           | A Chandrasekar VS Prashanth             | A Chandrasekar VS Prashanth             | 6           | 6           |  |  |                  |                                         |                                         |                                         |                                         |   |   | 3          | A Chandrasekar VS Prashanth      | A Chandrasekar VS Prashanth      | 6                                           | 6                                           |   |   |        |        |        |        |        |  |
|  |             | A Huertas del Pino C Huertas del Pino   | A Huertas del Pino C Huertas del Pino   | 2           | 3           |  |  |                  |                                         |                                         | D Dutra da Silva M Pucinelli de Almeida | D Dutra da Silva M Pucinelli de Almeida | 3 | 1 |            |                                  |                                  |                                             |                                             |   |   |        |        |        |        |        |  |
|  |             | D Dutra da Silva M Pucinelli de Almeida | D Dutra da Silva M Pucinelli de Almeida | 6           | 6           |  |  |                  | D Dutra da Silva M Pucinelli de Almeida | D Dutra da Silva M Pucinelli de Almeida | 6                                       | 6                                       |   |   |            |                                  |                                  |                                             |                                             |   |   |        |        |        |        |        |  |
|  |             | K Coppejans M Trungelliti               | K Coppejans M Trungelliti               | 712         | 7           |  |  |                  | K Coppejans M Trungelliti               | K Coppejans M Trungelliti               | 1                                       | 4                                       |   |   |            |                                  |                                  |                                             |                                             |   |   |        |        |        |        |        |  |
|  | 2           | V Manafov S Walków                      | V Manafov S Walków                      | 610         | 5           |  |  |                  |                                         |                                         |                                         |                                         |   |   |            |                                  |                                  |                                             |                                             |   |   |        |        |        |        |        |  |